# Tatjana Alexandrowna Segina
Tatjana Alexandrowna Segina (russisch Татьяна Александровна Сегина; * 20. Januar 1992 in Moskau) ist eine russische Bogenschützin.
2009 gewann Segina eine Bronzemedaille bei den Weltmeisterschaften in Ulsan.
Bei den Olympischen Jugend-Spielen 2010 in Singapur gewann Segina eine Bronzemedaille im Einzel. Im Kampf um den dritten Platz besiegte sie die Mexikanerin Mariana Avitia. 2012 wurde Segina Junioren-Weltmeisterin mit der russischen Mannschaft, im Einzel und im Mixed.
Bei den Europameisterschaften 2014 im armenischen Etschmiadsin gewann sie eine Goldmedaille im Mixed mit Bair Zybekdorschijew und eine Goldmedaille im Einzel vor Natalia Leśniak aus Polen.